# جایزه دموکراسی و حقوق بشر در آسیا
جایزه دموکراسی و حقوق بشر در آسیا (انگلیسی: Asia Democracy and Human Rights Award) از سال ۲۰۰۶ راه‌اندازی شد و بنیاد تایوان برای دموکراسی اهدای جایزه دموکراسی و حقوق بشر در آسیا را به افراد و سازمان‌ها پایه‌گذاری کرد. این جایزه به اشخاص یا سازمان‌هایی اهدا می‌شود که از طریق فعالیت‌های صلح آمیز در توسعه دموکراسی و حقوق بشر در آسیا سهم عمده‌ای ایفا کنند. در ماه دسامبر هرسال این جایزه طی یک مراسم ویژه در تایپه به افراد یا سازمان‌ها اهدا می‌شود.

## برندگان جایزه
| سال  | نام                                      | کار برجسته                                                         |
| ---- | ---------------------------------------- | ------------------------------------------------------------------ |
| ۲۰۰۶ | گزارشگران بدون مرز                       | پیشگام در سازمان بین‌المللی آزادی مطبوعات                           |
| ۲۰۰۷ | سینتیا مائونگ                            | مؤسس کلینیک مائو تائو در مرز تایلند و برمه                         |
| ۲۰۰۸ | سیما سمر                                 | ریاست کمیسیون مستقل حقوق بشر افغانستان و بنیان‌گذار سازمان شهدا.    |
| ۲۰۰۹ | کیم سونگ                                 | بنیان‌گذار و مدیر رادیو کره شمالی آزاد                              |
| ۲۰۱۰ | بنیاد نجات                               | سازمان علیه قاچاق انسان                                            |
| ۲۰۱۱ | قایق مردم (ویتنام)SOS                    | مبارزه با قاچاق انسان، محافظت از پناهندگان و توسعه جوامع مدنی      |
| ۲۰۱۲ | ECPAT سازمان بین‌المللی علیه قاچاق کودکان | مقابله با قاچاق و استثمار جنسی کودکان                              |
| ۲۰۱۳ | گروه حقوق بشر کارن                       | مستند کردن نقض حقوق بشر در برمه                                    |
| ۲۰۱۴ | مرکز حقوق بشر و توسعه                    | مدافع حقوق بشر در سریلانکا                                         |
| ۲۰۱۵ | سونیتا دانور                             | حامی قربانیان قاچاق انسان در نپال                                  |
| ۲۰۱۶ | فدراسیون آسیا علیه ناپدید شدن‌های اجباری  | کوشش برای حل مشکل ناپدید شدن قهری در آسیا                          |
| ۲۰۱۷ | بریش۲                                    | سازمان منطقه ای که روی اصلاح انتخابات شفاف و منصفانه کار می‌کند     |
| ۲۰۱۸ | شبکه گوسدوریان اندونزی (GNI)             | دفاع از قربانیان درگیریهایی ناشی از اختلافات مذهبی و سرکوب اقلیت‌ها |